# Peixotoa cipoana
Peixotoa cipoana är en tvåhjärtbladig växtart som beskrevs av C. Anderson. Peixotoa cipoana ingår i släktet Peixotoa och familjen Malpighiaceae. Inga underarter finns listade i Catalogue of Life.